# Parabel vom zerbrochenen Fenster

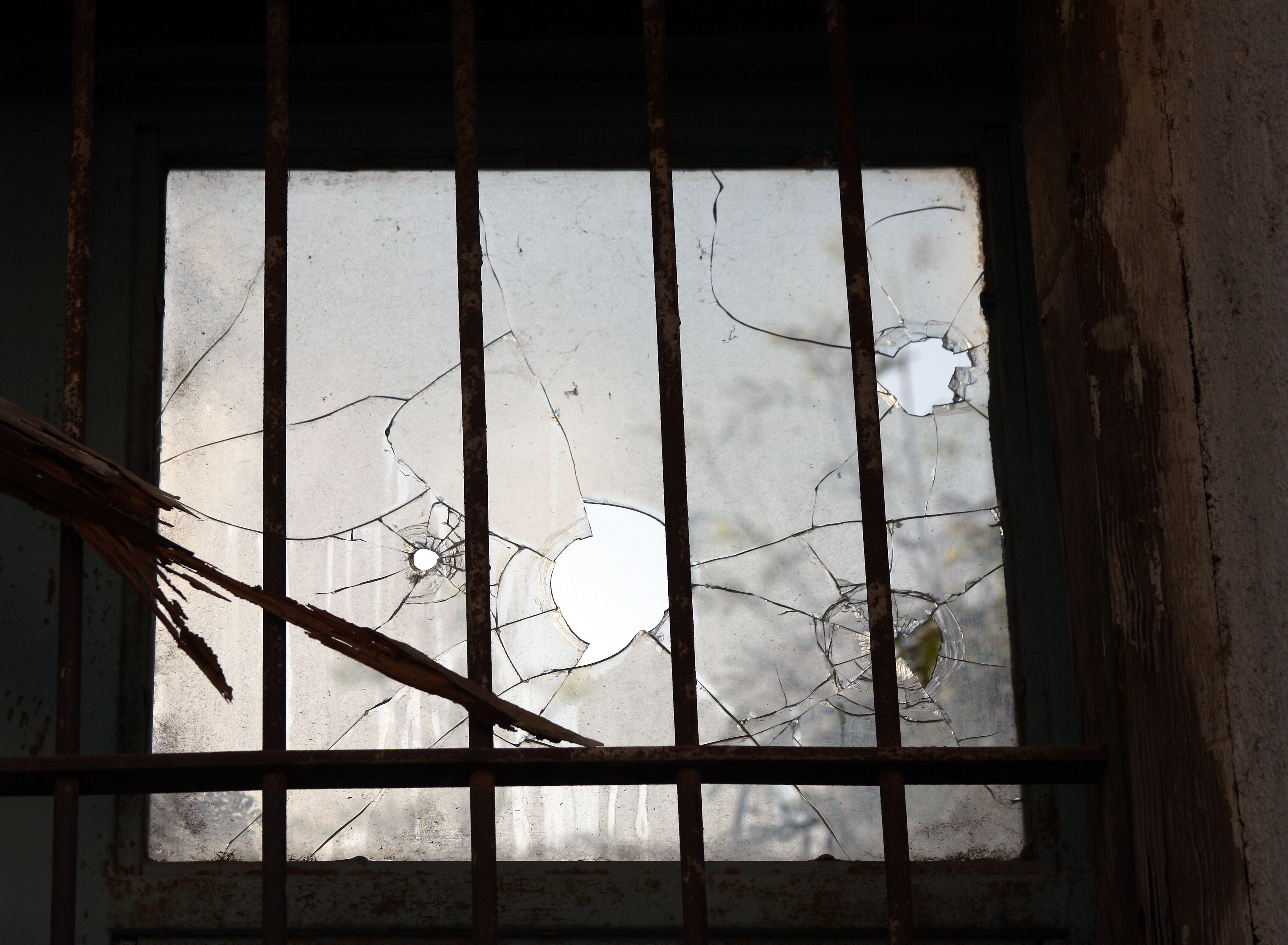
Wenn ein Kind versehentlich eine Scheibe einwirft – stellt die wirtschaftliche Tätigkeit, die mit der Reparatur des Fensters einhergeht, einen Nutzen für die Gesellschaft dar?

Die Parabel vom zerbrochenen Fenster ist eine Parabel des französischen Ökonomen Frédéric Bastiat, die als Teil des Aufsatzes „Was man sieht und was man nicht sieht“ erstmals 1850 erschien. Die Parabel verdeutlicht, dass es falsch ist, in der Zerstörung von Gütern einen gestiegenen oder gleichbleibenden Gesamtnutzen für die Gesellschaft zu sehen. Es ist nicht zu verwechseln mit der  Theorie der zerbrochenen Fenster.

## Inhalt
Der Sohn von Hans Biedermann (original: Jacques Bonhomme) zertrümmert eine Fensterscheibe. Der Vater ist wütend, da er sechs Franc bezahlen muss, um die Scheibe zu ersetzen. Hans wird jedoch von Anwesenden damit getröstet, dass die Zerstörung dem Glaser nutzen würde, der die sechs Franc erhalten wird. Die Volksweisheit sagt: „Was würde aus den Glasern, wenn man niemals Scheiben zerschlüge?“

## Deutung
Bastiat stimmt zu, dass dem Glaser die sechs Francs zugutekommen. Dies sei das, was man sieht. Bastiat betont, dass man dabei nicht vergessen dürfe, dass Hans Biedermann die sechs Francs stattdessen für neue Schuhe hätte ausgeben können. Der Schuster, dem die sechs Francs damit nun nicht mehr zufließen, sei das, was man nicht sieht, ebenso wie der Nutzen neuer Schuhe, der Hans entgeht, da er die Scheibe ersetzen muss.

## Kritik
Einige Ökonomen argumentieren nach dem Muster dieser Parabel, um zu illustrieren, dass Gemeinschaftsausgaben zur Beseitigung von Schäden unsichtbare Folgen haben (Opportunitätskosten). Keynesianer hingegen betonen, dass dies nur der Fall sei, wenn die Wirtschaft zu 100 % ausgelastet ist; im Fall einer Rezession hingegen habe staatliches Engagement einen positiven Anschubeffekt.
Sogar Naturkatastrophen können nach einer Untersuchung angeblich langfristig positive Wachstumseffekte auslösen, wenn mit Investitionen in bessere Bildung und Anpassung an neuere Technologien darauf reagiert werde.